# آنمی کیسل
آنمی کیسل (انگلیسی: Annemieke Kiesel؛ زادهٔ ۳۰ نوامبر ۱۹۷۹) بازیکن فوتبال اهل پادشاهی هلند است.
از باشگاه‌هایی که در آن بازی کرده‌است می‌توان به باشگاه فوتبال بریستول راورز و باشگاه فوتبال اف‌سی‌آر ۲۰۰۱ دویسبورگ اشاره کرد.
وی همچنین در تیم ملی فوتبال زنان هلند بازی کرده‌است.